# كيسا

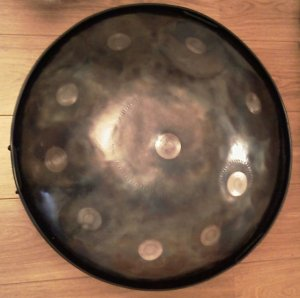
الجزء العلوي

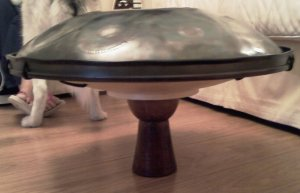

كيسا (بالإنجليزية: Caisa)‏ هي آلة موسيقية مصنوعة من الفولاذ و الخشب. القسم الفولاذي يشبه طبل من الفولاذ والقسم الخشبي يشبه القرن، يتم تثبيت الفولاذ و الخشب مع بعضهما البعض عن طريق حبل خفيف، ولكن الفولاذ والخشب لا يتلامسان أبدا، الصوت ينبعث من خلال الفجوة التي بين الفولاذ والخشب، وليس من اسفل الآلة كما يعتقد البعض. 

## الروابط الخارجية
- عزف على كيسا على يوتيوب